# 亚吉铁路

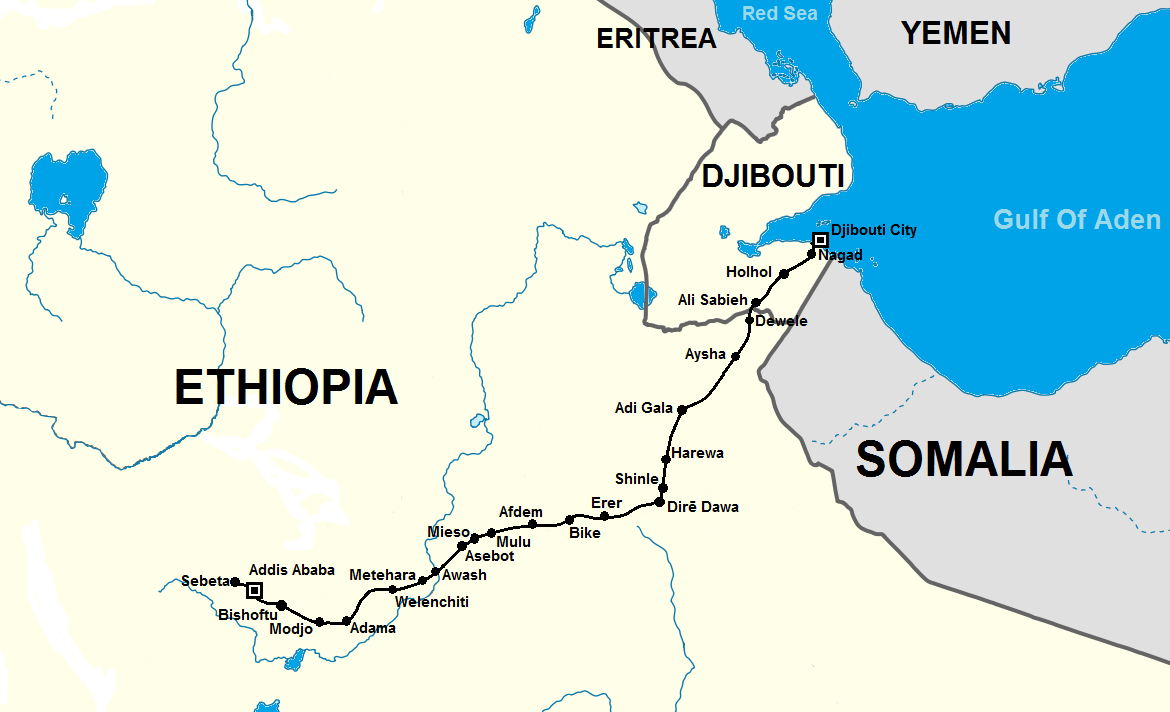
亚吉铁路线路图

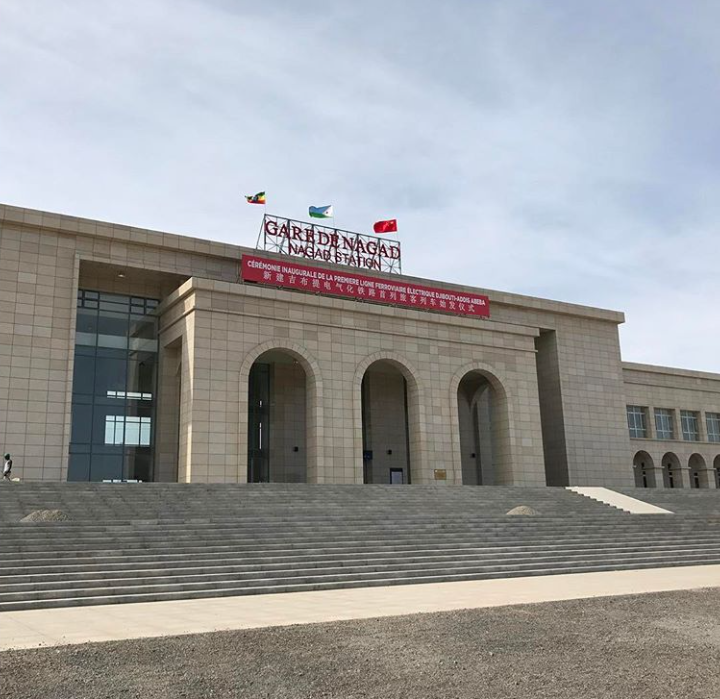
吉布提纳加德车站

亚吉铁路是連接非洲埃塞俄比亞首都亞的斯亞貝巴和吉布提首都吉布提市的鐵路，為兩國共同所有，目前也分別是兩國唯一的鐵路。2016年开通後，成为非洲第一条跨国标准轨电气化铁路，全长752.7公里、設計時速120公里，總投資約40億美元。共45个车站是吉布提输埃塞俄比亚货物主干线。

## 歷史
1897年由法國投資興建过一条从亞的斯亞貝巴到吉布提市的铁路埃塞–吉布提铁路（法語：Chemin de fer djibouto-éthiopien）在吉布提端開工，1917年全線完工。该铁路屬1000毫米窄軌鐵路。1980年代，埃塞俄比亚委托印度规划从首都亞的斯亞貝巴至红海港口阿萨布的铁路，後因厄立特里亚独立使得埃塞俄比亚丧失全部海岸线而破局。此后埃塞俄比亚曾寻求欧美国家参与新铁路的规划，但沒有結果。至21世紀初期，亞的斯亞貝巴至德雷達瓦段處於停駛狀態。
2010年9月，中国中铁開始为埃塞俄比亞设计建造连接亚的斯亚贝巴至東北鄰國吉布提的电气化铁路亚吉铁路。2012年4月，由中國進出口銀行貸款七成資金、中國鐵建中国土木工程集团有限公司（简称“中国铁建中土集团”）承建的亚吉铁路建设工程開工，以中國二級電氣化鐵路標準建设，由中国中铁和中国铁建中土集团组织施工。
2016年，因埃塞俄比亚遭遇旱灾，埃塞俄比亚政府提前使用亚吉铁路运输积压在吉布提港的救灾物资，由中国中铁負責运输任务。同年10月3日，埃塞俄比亚铁路局与中国中铁在阿达玛市郊举办仪式，纪念亚吉铁路运输救灾物资8.88万吨。10月5日，亚吉铁路正式通车。

## 技术
新线较为平直，运行速度快，一般不进入沿途的市镇中心。瑟伯塔至阿达玛的115km为复线，其他为单线。在阿瓦什，向北出岔至默克莱（在建），其中阿瓦什至沃尔迪亚由土耳其的Yapi Merkezi Insaat中标承建；沃尔迪亚至默克莱由中国企业承建。
有8座变电站，通过23万伏或者13万伏接入电网。每隔40km设供电所，17座在埃塞，3座在吉布提。

## 运营
亚吉铁路正式通车后，采取“6+2”形式，即中国中铁和中国铁建中土集团联合运营6年，之后将运营权移交给当地人，同时中国中铁和中国铁建中土集团再提供2年的技术服务。2016年7月28日，亚吉铁路承建方中国铁建中土集团和中国中铁正式签约获得亚吉铁路6年运营权。为联合运营，中国中铁和中国铁建中土集团成立了“亚吉铁路运营联合体”，其总部设在亚的斯亚贝巴的拉布车站。在中国中铁和中国铁建中土集团联合运营期间，雇用2000多名当地员工，同时对这些员工进行培训。亚吉铁路成为中国在海外第一个从投融资到运营的全产业链跨国电气化铁路项目。随着亚吉铁路建设的带动，中国企业同埃塞俄比亚、吉布提还开展了更深层次的合作，如建设港口和工业园、土地整理改造、设计咨询、国际贸易、酒店旅游等。
亞吉鐵路在通車後因當地電力不足，使用率偏低，還款期需要延長，亦使中国出口信用保险公司暫時蒙受10億美元損失。
2019年亞吉鐵路運送了84,073名旅客，客運收入有120萬美元。2019年亞吉鐵路客貨運收入有4000萬美元，而營運支出為7000萬美元。2020年上半年，亞吉鐵路運送了73萬噸貨物。
據2020年12月報導，由於亞吉鐵路沿線的基礎設施遭到破壞，該鐵路的列車需要降速至每小時50公里。
2023年，亚吉铁路货运总量为210万吨，高于2018年投入运营时的88.5万吨。目前亚吉铁路货运量约占两国间进出口货运总量的15%，高于2018年的8.5%。

## 影响
亚吉铁路建成后，埃塞俄比亚、吉布提两国政府，特别是埃塞俄比亚政府，有意以中国标准为基础制定本国铁路技术规范。本项目主体工程完工以后，加纳、南苏丹、乌干达、卢旺达等国代表均来考察，对中国标准表现出兴趣。